# Velikomalisijski distrikt
Velikomalisijski distrikt (Malësi e Madheski distrikt; alb. Rrethi i Malësisë së Madhe), jedan je od 36 distrikata u Albaniji, dio Skadarskog okruga. Po procjeni iz 2004. ima oko 37.000 stanovnika, a pokriva područje od 897 km². 
Nalazi se na krajnjem sjeveru zemlje, a sjedište mu je grad Koplik. Distrikt se sastoji od sljedećih općina:
- Gruemirë
- Kastrat
- Kelmend
- Koplik
- Qendër
- Shkrel